# بيوتر زخاروف الشيشاني
پيوتر زخاروڤيتش زخاروڤ - الشيشاني (بالروسية: Пётр Захарович Захаров-Чеченец)‏ (1816 - 1846) كان رساماً روسياً من أصل شيشاني. ويعتقد أنه الرسام المحترف الوحيد من أصل شيشاني في القرن التاسع عشر.

## سيرة شخصية
في عام 1819، خلال الحرب القوقازية عثرت القوات الروسية على امرأة ميتة وطفل مصاب يبلغ من العمر ثلاث سنوات في الشيشان في أولٍ «وتعني قرية محصنة بالروسية» اسمها دادي يورت. أمر القائد الأعلى للجيش الروسي الممرضات العسكريين ببذل كل ما في وسعهم لإنقاذ هذا الطفل على الرغم من أن الطاقم الطبي علل بأن ذلك كان مستحيلًا. رغم كل الصعاب، نجا الطفل. سُلم الطفل لمركز حضانة في القوزاق زاخار نيدونوسوڤ. من هذا حصل الطفل على اسمه نسبة للقوزاق. لكن في وقت لاحق قام پيوتر بإلحاق كلمة الشيشان بلقبه لإظهار هويته العرقية.
في سن السابعة، تم تبني پيوتر من قبل اللواء بيوتر يرمولوف، قائد فوج غرينادي جورجي وابن عم أليكسي پتروفيتش يرمولوڤ. كان پيوتر يرمولوڤ يحب زخاروڤ كثيراً، على الرغم من أن لديه سبعة أطفال من صلبه، فقد عامله كابنه.
أظهر الصبي موهبة في الرسم، وحاول پيوتر يرمولوڤ إرساله إلى الأكاديمية الإمبراطورية للفنون في سانت بطرسبرغ، لكن رئيس الأكاديمية ألكسي أولينين، ادعى أن الصبي البالغ من العمر 10 أعوام كان أصغر من أن يدرس في الأكاديمية وأوصى التعاقد مع مدرس خاص ليعلمه. وبذلك، حصل الصبي على دروس من الرسام ليڤ ڤولكوڤ.
في نهاية المطاف، في سن ال 17، دخل زخاروڤ الأكاديمية. تخرج في عام 1835 بشهادة وتقدير مرتبة «الفنان الحر» وحصل على منحة لدراسة الفن في إيطاليا. ربما كانت الرحلة مفيدة لكلٍ من نموه الفني وصحته، والتي بدأت تظهر عليها علامات مرض السل. ومع ذلك، تم سحب اسمه من قائمة للمنح الدراسية من قبل الإمبراطور نيكولاي الأول من روسيا الذين أصروا على أن الأقليات القومية (inorodtsy) لا ينبغي أن تستفيد من المنح الدراسية الأكاديمية. وتبع ذلك سوء حظ آخر، فقد رفض ليف فولكوف، مدرس زخاروڤ الأول، السماح لابنته بالزواج من منه رغم حبهما لبعضهما. وبدلاً من ذلك، أرسلها فولكوف إلى أقاربها في القوقاز مع أمر بالزواج من أي قادم أولي فقط لإيقاف أي احتمالات مستقبلية حبهما.

سرعان ما أصبح 'زخاروڤ' رساماً مصورًا أنيقاً ومناسباً لزمنه. كان من بين زبائنه الابنة المفضلة لنيكولاس الأول، الدوقة الكبرى ماريا نيكولاييڤنا وزوجها المستقبلي ماكسيميليان، دوق لوشتينبرغ. في عام 1837، تم قبوله في خدمة الدولة كفنان في الإدارة العسكرية. في عام 1842، رسمه لصورة أليكسي بتروفيتش يرمولوڤ 

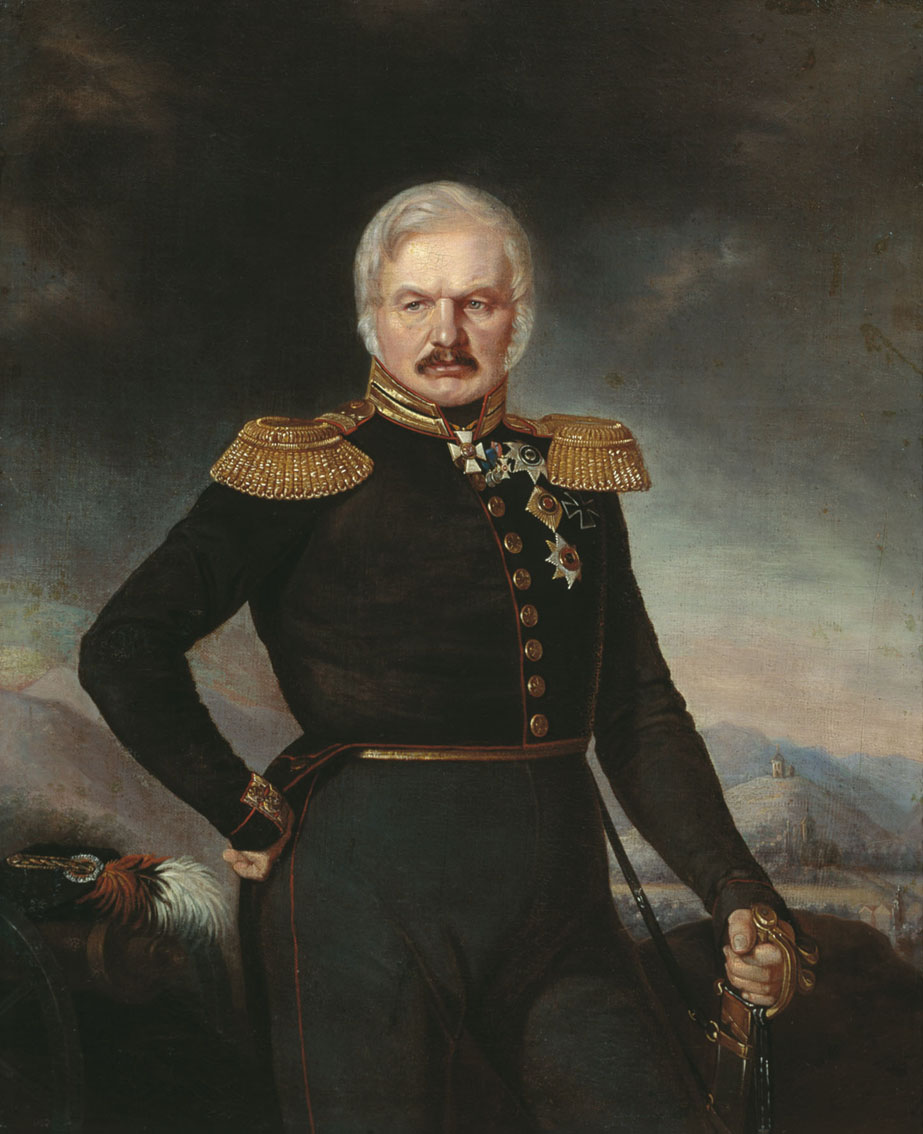
أليكسي بتروفيتش يرمولوڤ

 أهلته أن يصبح عضوا في أكاديمية الفنون.
في 14 يناير 1846، تزوج زخاروڤ، لكن سعادته كانت قصيرة. في 13 يونيو 1846، توفيت زوجته من مرض السل. توفي هو لاحقاً من المرض نفسه بعد بضعة أشهر.
يتم الاحتفاظ بالعديد من أعمال زخاروڤ في معرض غاليري تريتياكوف والمتحف الروسي ومتحف الفن في عاصمة الشيشان، غروزني تستخدم أيضا لدينا كثير من أعماله بما في ذلك بلده صورة شخصية ذاتية، وصورة IF Ladygensky. في عام 1995 أثناء الحرب الشيشانية الأولى، تعرض متحف غروزني لأضرار جسيمة ودمرت جميع اللوحات. منذ عام 1995، يتم ترميمها في مركز جرابر للترميم في موسكو.

## أعمال
أليكسي بتروفيتش يرمولوف

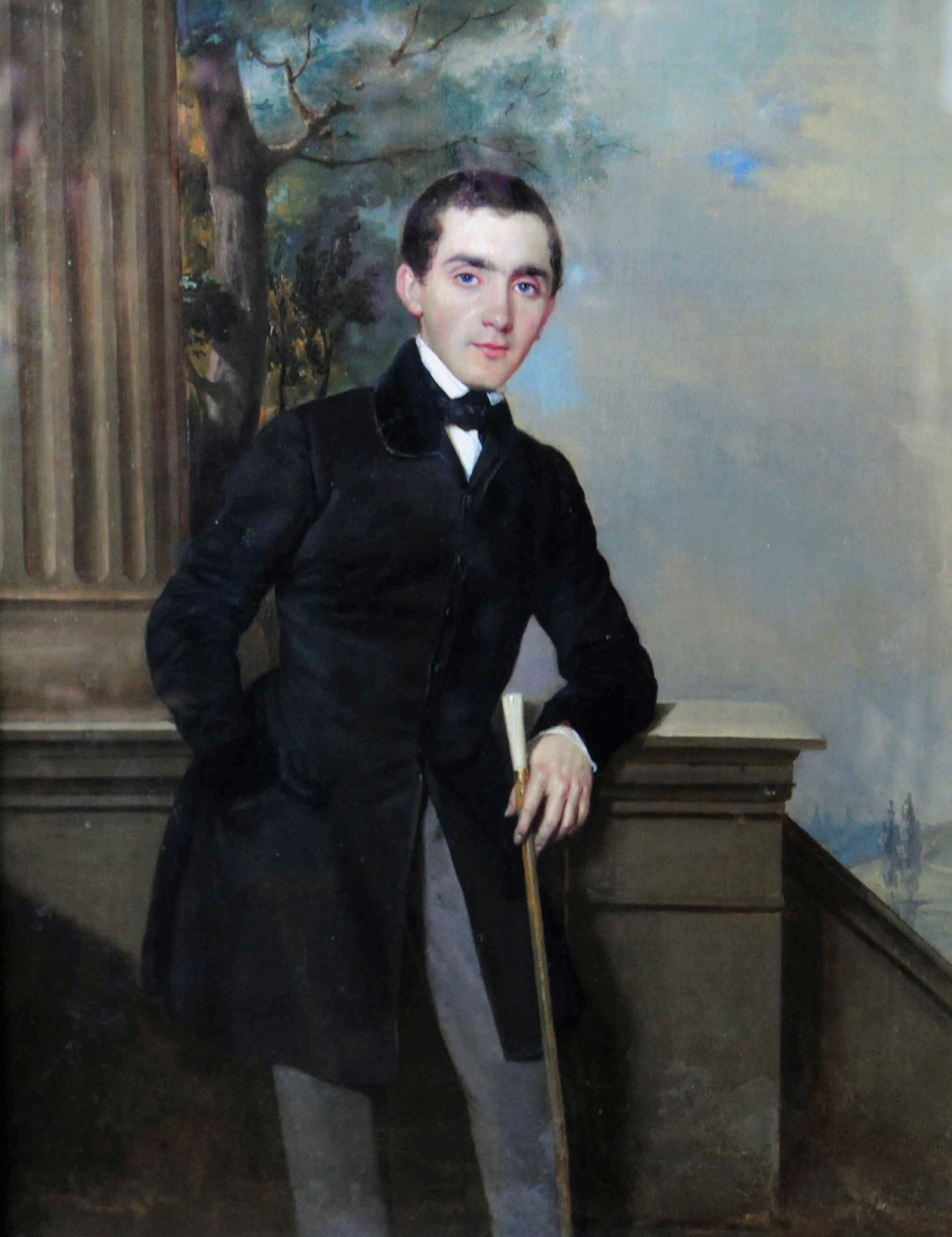
رسم شخصي "پورتريه" لنفسه في شبابه
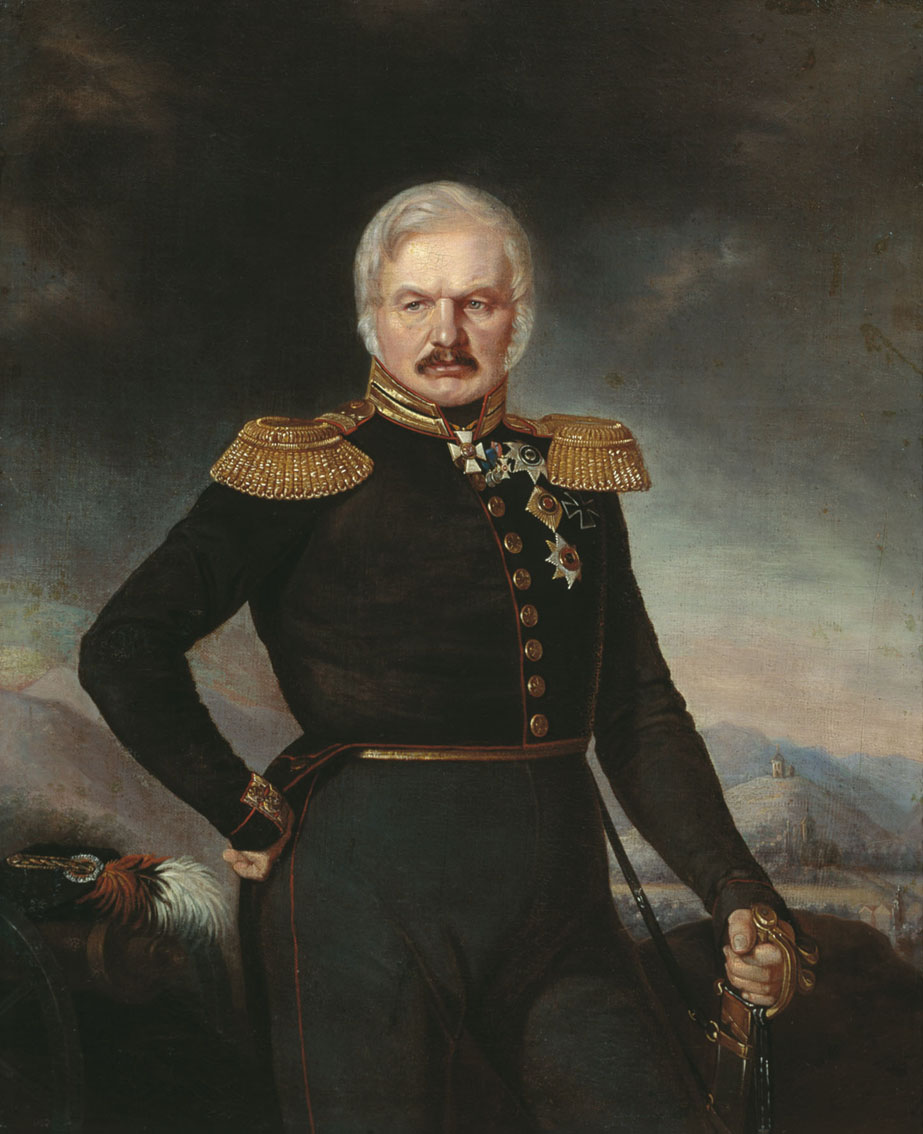
پورتريه للقائد العسكري أليكسي بتروفيتش يرمولوف، 1842
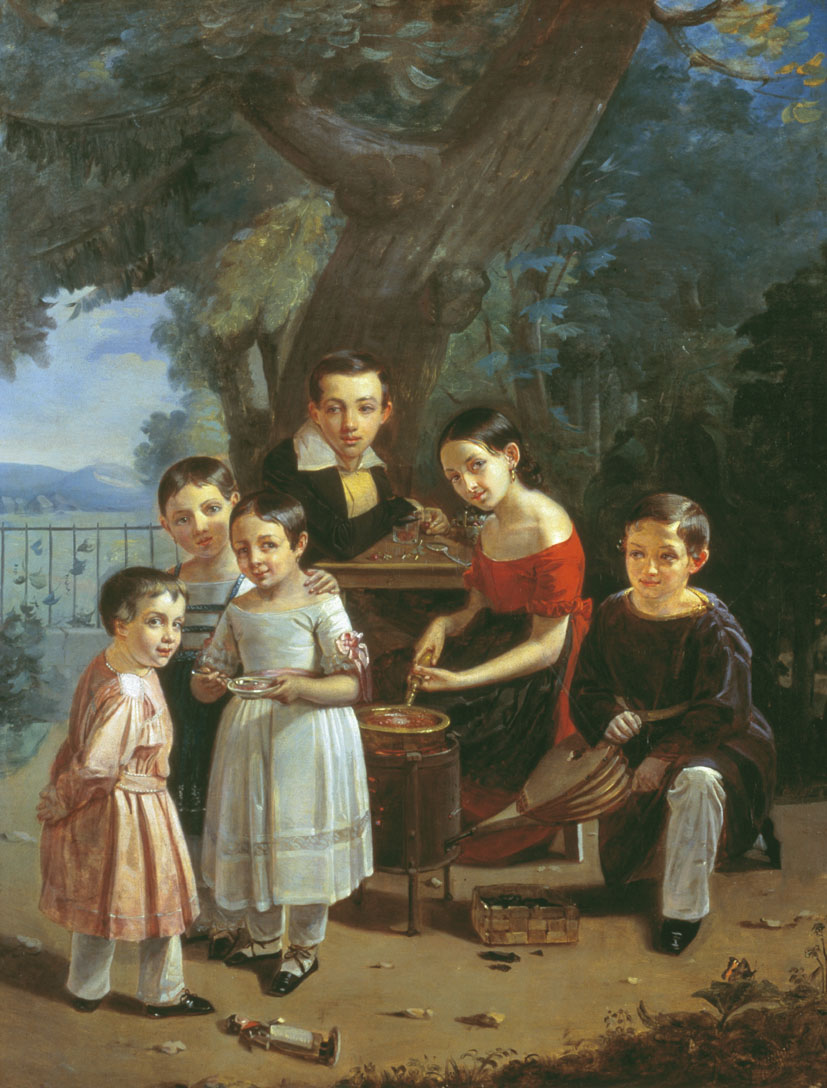
لوحة أطفال پيوتر، 1839
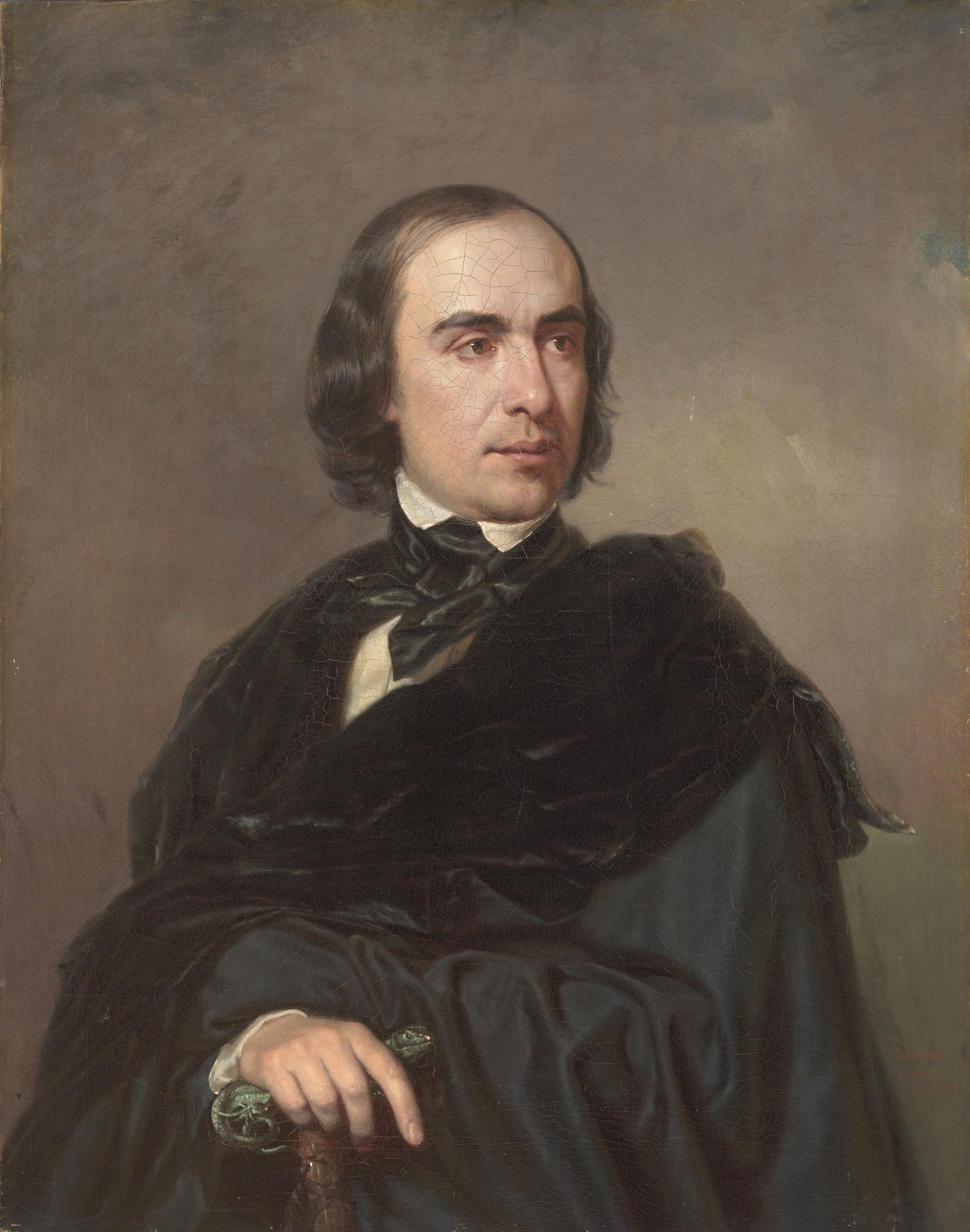
پورتريه للمؤرخ تيموفي غرانوفسكي، 1845

## ذاكرة
- تم تصوير پويتر زخاروڤ على رسم مايكل سكوتي «الممرضة الأرمينية والشيشاني زخاروڤ» (1836).[6]
- يظهر زخاروڤ في اللوحة التي رسمها رسام المناظر الطبيعية غريغوري تشيرنيتسوف «موكب في 6 أكتوبر 1831 في سان بطرسبرغ». تمت الموافقة على قائمة الأشخاص الذين كان سيتم تصويرهم في الصورة شخصيًا من قبل الإمبراطور نيكولاس الأول. في قائمة الشخصيات المنشورة لاحقًا من بين المتفرجين، ظهر زخاروڤ تحت الرقم 204.[7]
- تظهر لوحة پويتر «المراعي الفارغة في فترة ما بعد الظهر» بشكل بارز في كتاب أنتوني مارا «قيصر الحب والتقنية: قصص».
- قبل الحرب الشيشانية الأولى في غروزني عمل متحف الجمهوريين الشيشان - غروزني للفنون الجميلة على اسم پويتر زخاروڤ.
- في عام 2016، تم منح اسم بيوتر زاخاروف لمدرسة غروزني الفنية للأطفال رقم 2.[8]
- 5 أكتوبر 2017 في غروزني افتتح متنزهًا باسم بيوتر زاخاروف.[9]